# Jurij Cełych
Jurij Mykołajowycz Cełych, ukr. Юрій Миколайович Целих (ur. 18 kwietnia 1979 w obwodzie ługańskim) – ukraiński piłkarz, grający na pozycji napastnika, a wcześniej pomocnika.

## Kariera piłkarska

### Kariera klubowa
W 1996 rozpoczął karierę piłkarską w miejscowym klubie Zoria Ługańsk. W 1999 został zaproszony do Dynama Kijów, ale tylko raz zagrał w podstawowej jedenastce Dynama. W rundzie jesiennej sezonu 2000/01 został wypożyczony do Worskły Połtawa. Dlatego w 2001 przeszedł do Zakarpattia Użhorod. Potem występował w klubach CSKA Kijów, Obołoń Kijów, Metałurh Zaporoże, Metalist Charków i FK Charków. Również wracał do Zorii Ługańsk, Worskły Połtawa i dwa razy do Zakarpattia Użhorod. Latem 2008 wyjechał do Białorusi, gdzie bronił barw FK Witebsk. Po roku gry powrócił do Ukrainy, gdzie został piłkarzem FK Ołeksandrija. Na początku 2010 przeszedł do uzbeckiego klubu Navbahor Namangan. W lipcu 2010 po raz trzeci powrócił do Zakarpattia. Latem 2011 opuścił zakarpacki klub, po czym wyjechał do Uzbekistanu, gdzie bronił barw FK Andijon. Podczas przerwy zimowej sezonu 2011/12 powrócił do Ukrainy, gdzie został piłkarzem MFK Mikołajów. W lipcu 2012 zasilił skład Bukowyny Czerniowce.

### Kariera reprezentacyjna
Występował w młodzieżowej reprezentacji Ukrainy, w której rozegrał 3 spotkania.

## Sukcesy i odznaczenia

### Sukcesy klubowe
- wicemistrz Pierwszej Lihi: 2006/07

### Sukcesy indywidualne
- 8. miejsce w klasyfikacji strzelców Wyższej Lihi: 2003/04